# Mont Blanc (entreprise)
Pour les articles homonymes, voir Mont Blanc (homonymie).
Mont Blanc est une entreprise française spécialisée dans les transformations sucrées contenant du lait qu'elle commercialise sous les marques Mont Blanc et Gloria.

## Historique
- 1917 : création de la société Lait Mont Blanc à Rumilly[3] (Haute-Savoie)
- 1951 : transfert de la transformation à Chef-du-Pont (Manche), dans l'usine de la laiterie Grande Compagnie Laitière et Industrielle de Normandie (GCLIN, qui devint par la suite la CLIN)
- 1973 : rachat par Nestlé
- 2003 : mise en vente par Nestlé et reprise par le fonds d'investissement Activa Capital[4]
- 2005 : rachat de la marque Gloria à Nestlé
- 2006 : rachat de Materne à Lion Capital LLP et rapprochement de Materne et de Mont Blanc au sein d'une filiale commune, dénommée Groupe MOM
- 2010 : acquisition de Groupe MOM par la société de capital-investissement LBO France[5]
- 2016 : acquisition de Groupe MOM par la société Fromageries Bel pour 850 millions d'euros[6].

## Production
En 2010, la fabrication de crèmes dessert de marque Mont Blanc est entièrement assurée dans l'usine de Chef-du-Pont (Manche) par 165 salariés ainsi qu'une trentaine de salariés temporaires.
En 2010, la société achète et collecte auprès de 89 agriculteurs locaux 28 000 tonnes de lait cru réfrigérés par année.